# Aztecas (FAA)

Aztecas Football Americano es un equipo de juveniles de la Liga Argentina de Football Americano. Junto con Coyotes y Yacarés, todos los años disputan la supremacía en la categoría Juveniles. El equipo entrena los sábados en el club Champagnat, donde también se disputan los partidos.

## Plantel 2015
3	Galvalisi Juan Ignacio
6	Nieva Robles Rodrigo
7	Patetta Enzo Franco
13	Torres Santiago
16	Lemos Tomas
18	Amadori Lucas
21	Maidana Ezequiel
32	Frieiro Daniel
33	Rolleri Carlos
41	Arias Gabriel
60	Macri Gabriel
63	Labriola Mateo
73	Doller Martin
82	Seijas Manuel
84	Cáceres Tomas
90	Maceri Fernando

## Plantel 2018
3	López Gaudiero Miguel
5	Perez Anselmo
8	Andrada Rodrigo
10	Morocho Matias
13	Lucarella Juan
16	Lemos Tomas
17	Canillan Garcia Manuel
20	Delgado Esteban
41	Arias Gabriel
55	Ripoll Nicolas
60	Macri Gabriel
63	Labriola Mateo
72	Casariego Javier
73	Steinmann Jeremias
82	Bates Rodrigo
84	Caironi Tomas
88	Quiroga German
89	Peralta Julian
90	Mamarian Santiago

## Plantel 2019
5	Perez Anselmo
7	Caironi Tomas
10	Morocho Matias
13	Lucarella Juan
16	Lemos Tomas
17	Canillan Garcia Manuel
20	Delgado Esteban
21    Attas Tomas
32    Pusso Cristóbal
41    Matías Di Lorenzo
55	Ripoll Nicolas
56    Marcello Marcos
60	Fernández Juan
72	Casariego Javier
73	Steinmann Jeremias
82	Bates Rodrigo
88	Quiroga German
89	Peralta Julian
90	Tribuzzio Federico